# Wartogłowiec
Wartogłowiec (niem. Wartoglowitz) – dzielnica Tychów położona w północnej części miasta.
Wartogłowiec powstał jako jeden z przysiółków wokół wsi Tychy pod koniec XVII w. W latach 30. XVIII w. Wartogłowiec liczył 22 gospodarstwa wyłącznie chałupnicze. W 1871 r. u miał 490 mieszkańców. W 1885 r. wzniesiono tutaj szkołę (obecnie Szkoła Podstawowa nr 8, ul. Cmentarna 54). W 1913 r. założono tu filię Zjednoczenia Zawodowego Polskiego.
W Wartogłowcu mieści się Tyski Cmentarz Komunalny (Cmentarna 19) (na którym spoczywają m.in. ofiary lawiny w Tatrach z 2003 r. oraz wokalista zespołu Dżem – Ryszard Riedel), a także parafia rzymskokatolicka św. Józefa Robotnika (ul. Dzwonkowa 54) oraz Sala Królestwa Świadków Jehowy (ul. Bratków 15).

## Tranzyt
Przez dzielnicę przebiega droga krajowa nr 1 (a wraz z nią trasy międzynarodowe E75 i E462), droga ekspresowa S1, droga krajowa nr 44 oraz droga krajowa nr 86. Znajduje się tu także węzeł drogowy w stylu koniczynki, na którym droga krajowa nr 1 łączy się z drogą krajową nr 44. W tej dzielnicy początek też ma droga ekspresowa S1 oraz droga krajowa nr 86. Kursują tu autobusy ZTM linii: 565, 2, M10, 131 i 254. W okresie Wszystkich Świętych uruchamiane są linie dodatkowe.